# Raúl Arias Arias
Raúl Arias Arias (Bembibre, 16 de enero de 2003) es un futbolista español que juega como mediapunta en el Club Deportivo Tudelano, cedido por la S. D. Ponferradina "B" de la Tercera Federación.

## Trayectoria
Nacido en Bembibre, se forma en el C. A. Bembibre y S. D. Ponferradina. Tras convertirse en un importante jugador del filial, logra debutar con el primer equipo de la Ponfe el 3 de septiembre de 2022 al entrar como suplente en los minutos finales de una derrota por 3-1 frente al Sporting de Gijón en la Segunda División de España.

## Clubes
Actualizado al último partido disputado el 11 de septiembre de 2022.
| Club                   | País   | Año       | Partidos | Goles |
| ---------------------- | ------ | --------- | -------- | ----- |
| S. D. Ponferradina "B" | España | 2021-act. | 36       | 11    |
| S. D. Ponferradina     | España | 2022-act. | 2        | 0     |